# レ・ミゼラブル 少女コゼット
『レ・ミゼラブル 少女コゼット』（レ・ミゼラブル しょうじょコゼット）は、2007年1月7日から12月30日まで、BSフジで毎週日曜19:30 - 20:00（JST）に全52話が放送された、日本アニメーション制作のテレビアニメ。「世界名作劇場」の第24作目に当たると共に、BSデジタル放送でのテレビシリーズの第1弾に当たる。

## 概要
原作は『レ・ミゼラブル』（ヴィクトル・ユーゴー）。シリーズ前作『家なき子レミ』終了から約10年の空白期間を経て、放送形態を地上波放送からBSデジタル放送に移す形で制作された、テレビシリーズの完全新作である。また、本作品より制作体制もデジタル制作に移行し、シリーズとしては初めてハイビジョンでの放送も行われ、元号が平成に改元されてから初めて50話以上制作された作品でもある。
本作品の舞台は19世紀前半のフランスで、シリーズ中最も古い設定年代となる。また、初回から最終回までの作中での時間経過も15年（最終話での後日談を含めれば20年近く）と非常に長く、シリーズでも過去最長である。
物語終盤では大幅な改変があるものの（後述）、基本的には原作に準拠したストーリー設定であることもあり、ジャン・ヴァルジャンの葛藤やファンティーヌの落ちぶれ、ゴルボー屋敷事件、ABCの友の革命など、世界名作劇場としては珍しくシリアスな場面が多数盛り込まれており、特に物語後半にその傾向が顕著に表れている。そのため、シリーズ中最もドラマチック性が高い作品に仕上がっている。
1980年代からシリーズのスポンサーを務めたハウス食品が、本作品でも引き続き冠スポンサーとなっているが、提供体制は地上波テレビシリーズの末期と同様に複数社提供となっており、本作品ではバンダイとインデックスミュージックがスポンサーとして参加している。
世界名作劇場のオープニングキャッチ部分の書体が、1993年放映の『若草物語 ナンとジョー先生』の第32話以前のフォントのタイプに戻り明朝体から再び丸ゴシック体に変わった。

### テーマ・作風
原作は長編（新潮文庫版では5冊分ほど）のため、全編を通して原作小説にほぼ忠実な内容であるが、本作品では原作を尊重しつつも、原作発表から長い時間が経過していることから、放送当時の視聴者に合わせるために原作を部分的に改変している。そのため、原作にないオリジナルの登場人物や展開・エピソード、設定なども加えられている（#原作との主な相違点を参照）。
原作とは異なり、物語の終盤においてアニメでは主要人物の大半がハッピーエンドで終結されるように改変されたこともあって、原作と同じく物質的・精神的な貧困の描写を主とした原作を受けて、本作品では人々が生きるべき有り様まで踏み込んで描かれている。
音楽は、多くのゲーム音楽を手掛けた松尾早人が担当した。本作品では、19世紀前半の時代背景に合わせてバロックからロマン派などのクラシック音楽を彷彿とさせる曲を多数書いており、松尾本人も暗い音楽を得意としていたようにシリアス性の楽曲も制作している。

### 原作との主な相違点
少年少女を主役にするという世界名作劇場のこれまでのパターンを引き継ぎ、主人公はジャン・ヴァルジャンからコゼットに変更されている。主人公変更の理由としては、ジャンが主人公だと重くなりすぎるためとされ、コゼットと彼のつながりを軸にした物語に再構成された。
原作（フランス語）ではプチ・ピクピュス修道院の女性教師のような教母は「メール」（Mère, 母）、サンプリスのような一般修道女は「スール」（Sœur, 姉妹）と表現されているが、本作品では修道女を全て「シスター」（Sister, 姉妹の英語訳）と表現している。
原作通りの年代設定の場合、ポンメルシーの死やワーテルロー亭の破産が原作より1年以上遅れている。ポンメルシーが亡くなり、ワーテルロー亭の破産が判明したのが原作では1827年である。
オリジナルキャラクターが数多く登場しており、アランやプチ・ピクピュス修道院の寄宿生（ベアトリス、オドレイ、シャルロット）らは原作には登場しない。一方では、マリウスのはとこテオデュール・ジルノルマンなど原作に出てくるが本作品では省略されているキャラクターもいる。
原作にはない、またはほとんど記述されていないアニメオリジナルのストーリーもある。2 - 11話のコゼット側のエピソードの大部分や20話の修道院生活（序盤を除く）はほとんどが原作の僅かな記述を膨らませたエピソードとなっている。23・27話や49話のコゼットがファンティーヌのことを知るためにモントルイユ・シュル・メールへ旅行に出る展開などは原作にない完全にオリジナルエピソードである。
各登場人物の原作との相違点は#登場人物を参照。

### 時代背景

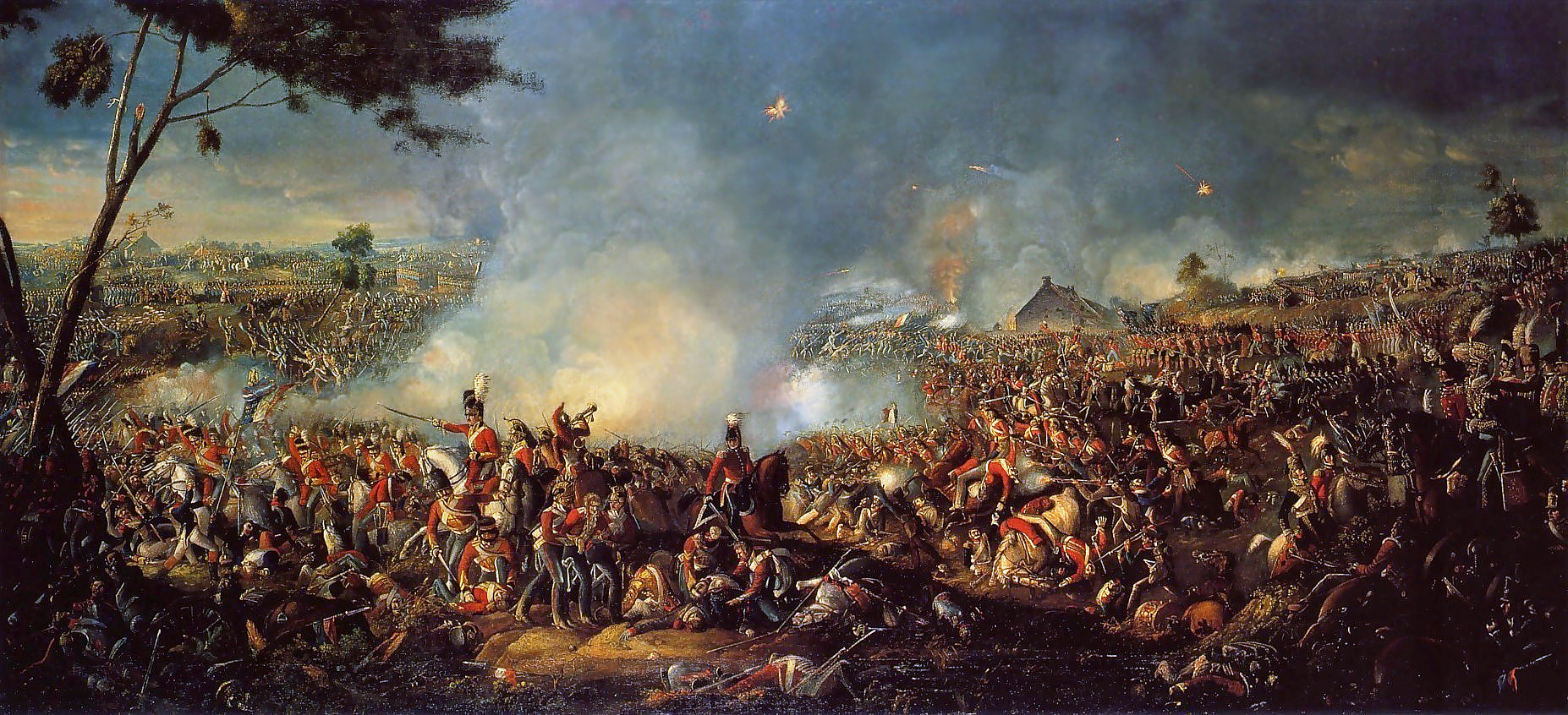
ワーテルローの戦い。本作品ではテナルディエが（結果的に）ポンメルシーを助けた戦いとして言及される

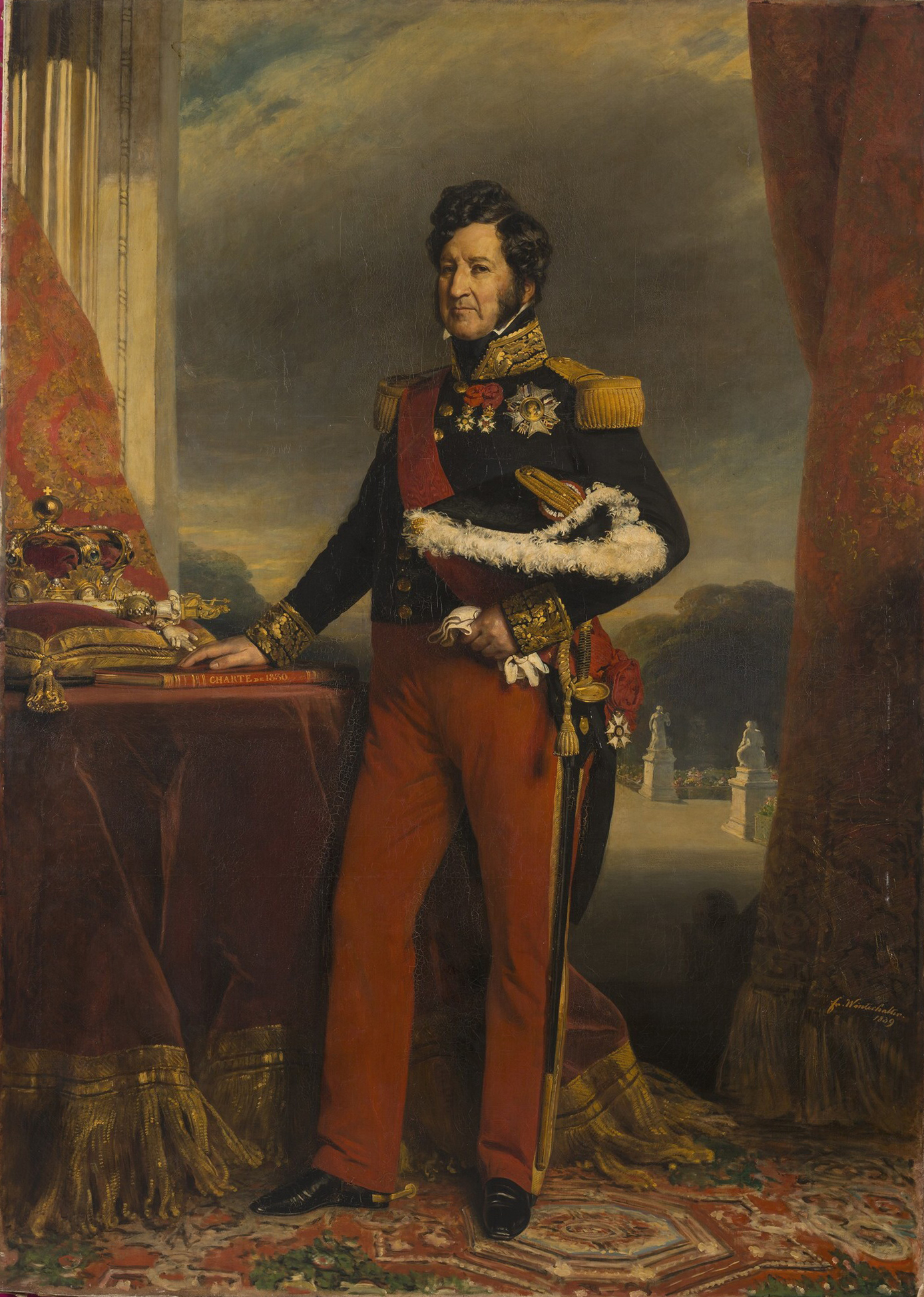
「ブルジョワの王」ルイ・フィリップ。本作品では彼の政策が否定的に描かれている。

1814年から始まったフランス復古王政時代と1830年から始まった7月王政時代が物語の舞台となる。
1815年、皇帝ナポレオン1世は追放先のエルバ島からパリに帰還、再び権力を握るがワーテルローの戦いで破れて完全に失脚、セントヘレナ島に追放された。
ナポレオン没落後は正統主義に則りウィーン会議で決められていた通り、ルイ16世の弟でブルボン家のルイ18世が国王として君臨する（フランス復古王政）。ルイ18世の側近は 白色テロを起こし、3年間9000人以上を逮捕した。しかし、それ以後は国民に穏和な政策をとってきたこともあり、平和で安穏とした日々を送れるようになっていた。
1824年、ルイ18世が没し、彼の弟で反革命派・反ナポレオン派のシャルル10世が即位する。1829年頃には農作物の不作や不況で経済が行き詰まっており、人々の不満は日増しに高まっていった。しかし、シャルル10世は絶対王政の復活を志し、政府は国民の不満に真面目に向き合おうとしなかった。
その結果、1830年7月27日、国民の蜂起によってフランス7月革命（1830年の革命）が勃発、7月30日にシャルル10世は退位、イギリスに亡命した。その後、ブルボン家の支流・オルレアン家のルイ・フィリップが新国王となった（7月王政）。
しかし、ルイ・フィリップは富裕層を優先した政策を取り、労働者や農民の不満が高まる。さらに産業革命が始まったことにより多くの人々が大都市へ流れてきたため社会構造が変化し、貧困が社会問題化する。追い討ちをかけるように、コレラの大流行が下級階層の人々を苦しめた。社会保障や社会権の概念がほぼないに等しいこともあり、社会的な弱者が生きていくには大変厳しい社会だったと言える。
第20話の後半にて、後に1836年に出版されるはずのアンデルセンの人魚姫が、1829年頃に成長したコゼットが、年下の子ども達に人魚姫を読み聞かせるシーンがあるなど、年代が矛盾している点がある。

## ストーリー
舞台はフランス革命以降、いまだ混乱のなかにある19世紀前半のフランス。

## 登場人物
- 登場人物の年齢は初登場から死亡時、または最後に登場した回、最終回時の年齢。

### 主要人物
コゼット
声 - 名塚佳織 / 松元環季（幼少期）
本作品の主人公。ファンティーヌの娘。
3〜20歳以上。1815年生まれ。明るく健気で心優しく芯も強い性格。
幼い頃に父親（未登場）を亡くしている。母・ファンティーヌの記憶があり、原作にない「娘から母への想い」が本作品の柱の一つになっている。テナルディエの家では母親の存在を心の支えにしていた。母を亡くした経験から大切な人を失うことを恐れる傾向がある。母が亡くなった後、何度か彼女の声を聞いており、ジャンの最期を看取った際にはファンティーヌの存在を感じた。
3歳（1819年 ）から8歳（1823年）までの4年間をモンフェルメイユのテナルディエ一家に預けられ、彼が営む宿屋「ワーテルロー亭」で使用人として過ごした。一家の姉妹エポニーヌとアゼルマからもいじめられながらも、長男・ガヴローシュを初めとした善意ある人々に支えられ、母の帰りを待って健気に生きていた。テナルディエ一家の存在はトラウマになっているが、ファンティーヌのことを悪く言われた際には激情し、パリでエポニーヌと再会した際は「私も貴女を許せない」と発言した。エポニーヌに対しては出会った際、一緒にブランコで遊んだことだけが唯一の楽しい思い出であることから、エポニーヌと和解する気持ちも捨てずにいることも再会時に明かしたが、その後にエポニーヌは亡くなった為、生きている間に和解することはなかった。
ジャンとは1823年クリスマス・イブの夜に初めて会い、翌日引き取られ一緒に暮らすようになる。彼から母の死を知らされてからは様々な出来事を経てジャンを心の底から慕うようになった。ジャンのことを最初は「おじさん」と呼んでいたが、彼の指示でパリに来て以降は「お父さん」と呼ぶようになり、親子として楽しい生活を送る。
教養と女性らしさは1824年から1830年まで過ごしたプチ・ピクピュス修道院の女子学校で身につけた。ファンティーヌと共に元々苗字は不詳だが、この頃から「コゼット・フォーシュルヴァン」として生きていくことになる。
マリウスとは1830年、リュクサンブール公園を散歩中に出会ってから気にするようになる。2年後にマリウスと恋仲となり、“革命”後の翌1833年2月、マリウスと結婚した。最終回エピローグではマリウスとの間に娘（声 - 松元環季）が生まれていた。
ジャン・ヴァルジャン
声 - 菅原正志
白髪の男。原作での主人公。コゼットの父親的存在。19年間服役生活を送った元徒刑囚。
50歳〜65歳。1769年生まれ。慈悲深い性格。常に「正しい人」であろうとする。
飢えた甥姪のためにパン一切れ盗み逮捕された。出所後、極度の人間不信に陥っていたところをミリエル司教に救われ改心し、「人は変わることができる」という思想を得る。後にモントメイユ・シュル・メールでマドレーヌと名乗り黒ガラス工場を経営、人々の信頼を得て市長になる。
司教への恩返しと、自身の罪への償いも込めて日々慈善活動に力を注ぐ。パリでの生活費は市長時代に稼いだ財産（モンフェルメイユの森に隠していた）で賄っていたが、これはコゼットのために残す分を除き、学校や職場作りなど貧しい人々の生活環境を整えるために使う予定にしていた。コゼットを連れて貧しい子供たちにパンを配るのが日課。
徒刑囚時代に看守だったジャヴェールとは因縁の仲。1823年から1832年まで彼に追われるが、最後は彼のおかげで身を隠さずに済むようになる。
自身の工場を不当に解雇され死んだファンティーヌと約束を守るためにコゼットに全てを尽くしている。常にコゼットの幸せを最優先に考え、彼女のために（自身の正体をコゼットに知られるのを恐れ）警察から身を隠しながら生きる。マリウスのことは当初ジャヴェールの関係者だと思い警戒するが、コゼットとマリウスの仲を知ったときは、コゼットを悲しませないため彼の命を救う。2人の結婚後はマリウスを信頼して自分の過去を打ち明け、彼に財産を託す。
マドレーヌ以外にもいくつか偽名があり、パリでは、最初にダンベールという名でゴルボー屋敷に住む。1824年以降はフォーシュルヴァンの弟ユルティーム・フォーシュルヴァンとして1830年までプチ・ピクピュス修道院内に住み、修道院を出た後もコゼットの結婚までこの名を使い続ける。
住居は転々としており、プチ・ピクピュス修道院を出てからはウェスト通りのアパルトメンやプリュメ通りの屋敷でコゼット、女中のトゥーサンの3人で暮らす。その後、パトロン＝ミネットの脅威を感じてロマルメ通りのアパルトメンへ引っ越す。
コゼットとマリウスの結婚後、これ以上嘘をつき続けるのは良くないと思い、ドヴォルニー村で人々と助け合いながら再び本名で過ごす。最期はコゼットとマリウスを手紙で呼び出し、全てを告白。二人に看取られながら、ミリエルとファンティーヌに迎え入れられ、天に召された。65歳没。墓には本名と生没年（1769〜1834）が刻まれている。
ファンティーヌ
声 - 萩原えみこ
コゼットの母。美しいブロンドの髪を持つ可憐かつ清純な美女。
23〜27歳。1796年生まれ。生真面目で温厚。しかし、世間知らずな面があり、要領も良いほうではないのが欠点。
夫（未登場）を1819年に亡くす。娘を非常に大切にしているが、子連れであるがゆえにどこにも雇ってもらえず、モンフェルメイユのテナルディエ一家からの提案で娘を彼らに預け出稼ぎに行く。
マドレーヌ（ジャン）の工場で4年間働くが解雇され、路上生活者となりながらもコゼットへの養育費を送るために命を削って働き続け心身ともに病んでしまう。そのためマドレーヌを恨むようになるが、彼に救われ謝罪を受けた上にコゼットとの全生活資金を負担するとの申し出を受けたことから彼に感謝するようになる。
同年12月、マドレーヌがジャヴェールに逮捕されたショックで他界。娘に会うことは叶わなかった。形見のペンダントはジャンを通じてコゼットに託された。彼女の没後、モントメイユ・シュル・メールの黒ガラス工場には女工の子どものための託児所「ファンティーヌとコゼットの家」が造られた。その後、彼女の生き方はサンプリスからコゼットに伝えられた。また、死後もコゼットは何度か母の声を聞いており、ジャンが天に召される際にはミリエルと共に現れた。
マリウス・ポンメルシー
声 - 勝杏里
上流階級出身の青年。コゼットの恋人。弁護士になることを目指す大学生。
第20話から登場。暗めのブロンドに茶色の眼をしている。お坊ちゃん育ちゆえか、優柔不断な面もあるが、激情的で融通がきかない。一方で、己の間違いに気づくと考えを改め、今までのことをすべて後悔する性格の持ち主。
父とは別れ、母には早くに死なれたため、祖父ジルノルマンと伯母に育てられる。長年父を憎み、最期を看取るために彼の元を訪れるも死に目に会うことはできなかった。それ以降、マブーフから今まで知ることの出来なかった父の生活と深い愛情を知り、祖父と対立して家を出てしまう（最終的には和解し、また一緒に暮らすようになる）。
大学の同級生クールフェラックの紹介で「ABCの友」に参加し、その影響で共和派になり革命を起こそうと真剣に考えるようになる。1832年6月5日には“革命”に参加する。
父への償いのために遺書に従い、戦場で父を助けた軍曹テナルディエに恩返しをしようとする。しかし、その後テナルディエの悪行から彼が善意で父を助けたのではなかったと考えるようになる。
公園で散歩中にコゼットに一目ぼれし、彼女のハンカチに刺繍してあった「U.F.」をもとに「ユルシュール(Ursule)」と名づけていた。その後、彼女と再会し恋仲となる。“革命”後は彼女と結婚した。
ジャンに対して最初はユルシュール（＝コゼット）の父親として苦手意識を持っていたが、少しずつ良い人だと考えるようになる。ジャンから自分が元徒刑囚であることを聞かされても彼の行動から決して悪人ではないと信じていた。“革命”の折に重傷の自分を助けてくれた人物を探していたとき、テナルディエの言動からバリケードで自分を助けてくれた人物がジャンであることを知る。
弁護士資格を取得後、クールフェラックが住んでいた部屋で弁護士事務所を開き、グリビエを始め貧しい人たちを助けるようになる。コゼットとは結婚し、最終回エピローグでは一児の父親になった。

### テナルディエ一家
夫妻と子供3人（長女エポニーヌ・次女アゼルマ・長男ガヴローシュ）の5人家族。
1828年、借金のためにガヴローシュを除く4人がモンフェルメイユを離れ、パリに移り住む。最初の1年はホームレス状態だった。後にゴルボー屋敷の、マリウスの隣の部屋に住む。ジャン監禁事件でエポニーヌを除く3人が逮捕された。その後、テナルディエが脱獄。エポニーヌは革命で戦死し、ガヴローシュはコゼットと共に暮らし、おかみとアゼルマは出獄後モンフェルメイユに戻る。
テナルディエ
声 - 矢部雅史
モンフェルメイユの宿屋「ワーテルロー亭」の主。
金への執着心が人一倍強い、強欲で執念深い男。真っ当な仕事をする気はなく、他人からせびり取った金で毎日酒を飲んでいる。その一方、妻子（ガヴローシュを除く）には本人なりに愛情を抱いてはいる。
かつて、ワーテルローの戦いに従軍し、国家と将軍を護ったと自称するが、実際は戦死者の懐から金をくすねており、ポンメルシーを助けたのもその延長線上に過ぎなかった。だが、ポンメルシーはそうとも知らずにテナルディエに感謝し、テナルディエはポンメルシーから盗んだ金で「ワーテルロー亭」を開いた。
金づる目的でコゼットを預かり、ファンティーヌから送られてくる養育費を懐に入れていたが、彼女の遺志を継いだジャンに無償でコゼットを引き取られてしまう。それから4年後、借金が祟って「ワーテルロー亭」は廃業、鍛冶屋に預けているガヴローシュを残し家族でパリに夜逃げした。パリでは、ジョンドレットという偽名でゴルボー屋敷に住み、偽名で書いた手紙を資産家に送っては金を得るという「仕事」という名目の犯罪を犯して生活していた。その後、パトロン＝ミネットと手を組み、報復と金儲けのためにジャンを監禁。警察に捕まりながらも脱獄している。この頃になると、妻子のことも仕事の道具としか思わなくなり、脱獄する時も妻とアゼルマを置いていった上、モンフェルメイユに置き去りにしたガヴローシュと再会しても謝罪などはせず、犯罪に加担させようとした。
脱獄後は地下に身を潜めていたが、革命後はテナール男爵と名乗る。マリウスに情報を売り、彼が昔助けた将軍の息子であることを知り恩を返させようとするが拒絶され、最終的にはジャヴェールに逮捕された。
おかみ
声 - 堀越真己
テナルディエの妻。本名不詳。
黒髪でかなり太っている。夫のテナルディエ同様に金にうるさい上、ヒステリックな性格で暴力的。夫に対しては従順だが、金を増やすための賭けや借金には頭を痛めている。エポニーヌとアゼルマは女の子ということで溺愛するが、男の子であるガヴローシュのことは疎んでおり、コゼットに世話を押しつけており、彼女に対しては暴力を振るうこともあった。
パリに夜逃げしてからは自分たちに反抗的なエポニーヌに辛く当たるようになった。夫のジャン監禁に関与したため、夫とアゼルマ、パトロン＝ミネットと共に逮捕される。夫の脱獄に関しては一切知らされず、結果的に見捨てられたことに愕然とし、同じ牢獄に収容されていたアゼルマに「家族一緒だったからこそ、悪行にも手を染め、辛い日々にも耐えていた」と心中を明かす。アゼルマの励ましで改心し、嫌っていたガヴローシュのことも気にかけるようになった。出獄後はアゼルマと共にモンフェルメイユに帰った。エポニーヌが他界したことを知っているようで、アゼルマには彼女の分まで幸せになってもらいたいと願っている。
エポニーヌ
声 - 笹本優子 / 大塚友稀（幼少期）
テナルディエの長女。
4〜17歳。1815年生まれ。プライドが高く、自己主張が強い。母親と同様にヒステリックな面もある。ネズミが嫌い。
コゼットと出会った際には一緒に遊んだが、コゼットが使用人になってからは彼女をいじめるようになった。しかし、コゼットの芯の強さ（それでも辛かったことを本人は再会時に明かした）と理解者たちの存在から自身が惨めになっていった。それでもコゼットへのいじめは止まらず、コゼットがジャンに引き取られてモンフェルメイユを後にしても彼女への嫉妬は消えることはなかった。
家族と一緒に夜逃げしてからは憧れのパリで暮らし始めるが、理想とは正反対の荒んだ生活を送るようになる。根っからの貧乏人や犯罪者に落ちぶれることを嫌い、家族の悪行にも抵抗感を持つようになり、父の命令のせいで怪我をしたアゼルマを真っ先に手当てしたり、住んでいるゴルボー屋敷に咲いていたマリーゴールド（実はコゼットが植えたもの）を世話するなど、良心的な面も見せるようになった。家族が逮捕されてからは屋敷を離れ、独りで過ごすようになる。
1829年の晩秋、朝の水汲みで隣に住んでいたマリウスを見かけ好意を抱く。彼と面識はあるが片想いで、当のマリウスは彼女の仇敵・コゼットのことを思っていたことを知り、葛藤しながらもマリウスのためにコゼットを助けている。
コゼットと再会した際、コゼットをいじめていた本当の理由が「自分は母親から溺愛されていただけなのに対し、コゼットは母親と離れていても絆があった」ことを明かし、互いに本音を言い合った末、ガヴローシュがパリに来ていることをコゼットに教え、その場を後にした。
1832年6月5日の夜、バリケード内でマリウスを庇って銃で撃たれ、彼に想いを伝えた後、看取られながら安らかに息を引き取る。
エポニーヌの死はマリウスを通じて、コゼットとガヴローシュも知ることになり、エポニーヌが死に際にコゼットとガヴローシュとの和解を望んでいたことも聞かされ、2人はエポニーヌの死と遅すぎた和解に涙した。
アゼルマ
声 - 間宮くるみ / 鎗田千裕（幼少期）
テナルディエの次女。
2〜16歳。1817年生まれ。無邪気な性格で甘えん坊。良心は人並みにあるが、自主性や自立心が欠け、「長いものには巻かれる」タイプ。母から寵愛されて育ったが、姉・エポニーヌのように母にコンプレックスは抱いていない。
当初はコゼットと打ち解け、彼女が使用人になってからも悪意を抱くことはなかったが、家族の影響で次第にコゼットをいじめるようになる。メイエが訪れた際にはコゼットのふりをした。コゼットがジャンに引き取られた後、姉とは対照的に寂しがっていたが、その後のコゼットを認知することはなかった。
姉のことは幼い頃は呼び捨てしていたが、パリに来てからは「お姉ちゃん」とも呼ぶようになる。パリに来て最初の1年の極貧生活がトラウマになっており、家族ぐるみの犯罪にも協力した。ジャンの監禁事件以降は両親と共に逮捕され、牢獄で過ごす。父親が脱獄した際は彼から解放されたことを喜び、母親を励ました。夢はモンフェルメイユに帰郷し、母・姉と3人で再び宿屋を営む事で、彼女らと一緒に平穏な日々を送りたいと願う。ガヴローシュのことも「あの子のことは嫌いじゃなかった」と発言した。出獄後は母と共にモンフェルメイユに帰郷する。
ワーテルロー亭時代は猫を飼っていたが、連れて行かなかったのか、亡くなったのか、パリでの生活には登場しなかった。
ガヴローシュ
声 - 小林由美子
テナルディエ夫妻の長男。末っ子。コゼットの最初の親友。
生意気な面もあるが、他人思いの元気で賢少年。0〜15歳（原作）。1819年生まれ。
赤ん坊の頃から家族に愛されず、厄介者扱いされていた。そんな彼にとって育ててくれたコゼットは母や姉のような存在で、一家で唯一コゼットに味方し、彼女の仕事を手伝う。コゼットの母親が彼女を迎えに来たら、一緒に行くことを約束していた。4歳（1823年）の冬に家計が立ち行かなくなると鍛冶屋に奉公に出される。その直後にコゼットがジャンに引き取られたが、ガヴローシュは鍛冶屋の夫婦から息子同然に可愛がってもらっていたため彼らに同行せず、村に残った。
コゼットと別れてから4年後、家族が夜逃げをした時は村に置き去りにされ、シュシュと一緒にパリに赴く。一方で、父親には「自分に生を与えてくれたことにだけは感謝している」と告げ、脱獄の手助けをした。長姉・エポニーヌの死と彼女の自身への思いをマリウスから伝えられた際には涙を流した。コゼットと共にモントメイユ・シュル・メールを訪れた際に自身の両親がコゼットの母・ファンティーヌに嘘の手紙で大金を送らせていたことを知る。
パリでは浮浪児となり、当たり屋などで生計を立てていた。ブレソールとユーグと出会ってからは替え歌で稼ぐようにもなる。子供たちが何の不自由もなく幸せに暮らせる社会を作るための革命に強く憧れ、マリウスらとともにシャンヴルリー通りのバリケードで政府と戦う。そこで負傷するが、コゼットに助けられ一命を取り留める。その後はブレソールとユーグと一緒にジャンの家に居候するようになり、ジャンが設立した学校では皆の手本になるほどの優等生になっていた。
シュシュ
利発な犬。名前はコゼットがつけた。フランス語で「かわいい」または「お気に入り」という意味である。
コゼットとガヴローシュが拾って内緒で育てていたが、後にテナルディエ一家にばれてしまう。常にコゼットとガヴローシュの味方となり、ガヴローシュが鍛冶屋に奉公に出てからは彼と行動を共にする。コゼットがモンフェルメイユを離れる頃には立派な成犬となっていた。
その後、コゼットと再会し、ガヴローシュ達が通う学校から彼らを見守るようになる。

### ジャン=ヴァルジャンの関係者
ミリエル司教
声 - 大塚周夫
ディーニュの司教。ジャンの恩人。偉大で慈悲深い人物。
出所後も更生できず人間不信と憎悪の塊だったジャンを自宅に招き食事と寝床を与えた。彼が恩に報いず盗みを働き警官に捕まった際もジャンを庇い、「正しい人間として生きてもらうために」とさらに銀の燭台も差し出す。彼の行動はジャンの心を救った。
2話で他界の事実が新聞に載り、ジャンはショックを受ける。亡くなった後もジャンの心の支えとなり、過去を告白すべきか迷っていたジャンの夢の中にも現れた。
担当声優の大塚は、同じくフジテレビ系列で1979年放映の本作品と同じ原作とした特番アニメ『ジャン・バルジャン物語』（日生ファミリースペシャル枠）では、ジャベール警視役の声を務めた経験がある。
プチ・ジェルヴェ
声 - 日比愛子
結果的にジャンに硬貨を取られた少年。ジャンの回想のなかで登場。
ジャンと道端でトラブルになり、彼が再び追われる身となる原因を作った。また、この事件がきっかけでジャンはミリエル神父の説く「正しい人」へと改心する。
ジャヴェール
声 - 松山タカシ
警察官。法と職務に忠実であり、自他共に厳格に当たる。物語ではジャン・ヴァルジャンの対極となる人物。
刑吏時代は徒刑囚ジャンを監視していた。モントルイユ・シュル・メールの警察署長時代には市長・マドレーヌの正体がジャンであることを暴き、パリに栄転後もジャンを追い続ける。
犯罪者の両親のもと監獄で生まれた。「犯罪者の子供」として少年時代は常に孤独で、世間から白い目で見られていた。努力の末に警官になるが、心から更生を願っていた両親が再び罪を犯したため、自分の手で逮捕した。この出来事から彼は犯罪者を人一倍憎み、「人は変わらない」という思想を持つ。そのため、犯罪者に厳しい態度で臨み弱い者にも慈悲を見せることはなかった。しかし、改心したジャンに救われてからは葛藤の末「人は変わることができる」ことを受け入れる。
シャンマチウ
声 - 辻親八
「リンゴを盗んだ」として逮捕された男。
ジャンとは似ても似つかぬが、ジャヴェールやツーロンの徒刑場の囚人でジャンの元服役仲間でもあるシュニルディウ（声 - 高塚正也）、コシュパイユ（声 - 永野善一）の証言でジャンということにされ、裁判で終身刑の判決を受けそうになる。
当時、ファンティーヌとの約束を果たそうとしていたマドレーヌことジャンは、彼を冤罪から救うために裁判の席で自らの正体を明かす。
フォーシュルヴァン
声 - 石森達幸
ジャンが市長時代に助けた老人。かつては公証人を務め、お偉い先生と呼ばれ羽振りの良い生活を送っていたが、現在は落ちぶれ、荷馬車仕事に従事している。
ジャンがモントレイユ・シュル・メールの市長になってから不幸が続いたため、逆恨みで彼を目の仇にしていたが、荷馬車が事故に遭った時にマドレーヌに救われ、さらに足を弱めた自分の仕事まで工面してくれた事から、自らの心の狭さを恥じて改心する。彼の紹介でパリのプチ・ピクピュス修道院の庭師として働く。
助けてもらった恩返しに、ジャヴェールから逃げていたジャンとコゼットを保護し、ジャンを弟ユルティーム、コゼットを姪として修道院にいられるようにした。ジャンのことを「マドレーヌさん」と呼んで敬愛し、コゼットのことは「お嬢さん」（のちに「コゼット」） と呼び、孫のように可愛がった。
1830年秋に死去、コゼットから本当のおじい様のようだったと語られる。
トゥーサン
声 - かないみか
1830年からジャンとコゼットに仕える女中。
息子夫妻を流行病で亡くし、生活にも困って教会で祈っていた時にジャンと出会い、そのまま雇われる。
コゼットとマリウスの恋を応援したり、コゼットを心配して泣いたりと、コゼットを実の娘のように可愛がっている。コゼットの結婚後はガヴローシュたちの世話をしている。

### モントメイユ・シュル・メール
シスター・サンプリス
声 - かないみか
マドレーヌの診療所で働く修道女。
マドレーヌ市長を信頼し、貧しい人々の為に活動している。ファンティーヌの看護にあたり、彼女の臨終を看取る。後にモントメイユ・シュル・メールに来たコゼットにファンティーヌの生き方を語って聞かせた。
嘘をつかないことを信条にしていたが、ジャヴェールがジャンの行方を尋ねに来たとき、彼を守るために初めて嘘をつく。
マルグリット
声 - 巴菁子
ファンティーヌと同じアパートに住む老女。
親切な人でファンティーヌの良き相談相手になってくれた。

#### 黒ガラス工場
アラン
声 - 勝杏里
他の村からやってきた孤児。ジャンが最初に育てた子供。
弟・ダニエル（声 - 真田アサミ）と妹・マリー（声 - 今野宏美）のためにパンを盗んで捕まったところをマドレーヌ（ジャン）に助けられ、当初は反発しながらも彼の側近として働くようになる。徐々に彼の人柄に惹かれていき、3年後には真面目で熱心な人柄でマドレーヌの片腕として活躍、自身のような孤児たちを救うためボランティアにも従事する。
後にマドレーヌの正体を知っても以前と同じように彼を信頼し続けた。その後はマドレーヌの職務を引き継ぎ、モントメイユ・シュル・メールの市長代理となる（形式的な市長はマドレーヌのまま）。また、工場内に「ファンティーヌとコゼットの家」という名の託児施設を設ける。
メイエ
声 - 瀬畑奈津子
黒ガラス工場の工場監督。小柄な老婆。
トラブルを避けるため、独断にも拘らず「市長の指示」として娘の存在が発覚したファンティーヌを解雇した。その後、ファンティーヌに謝罪し、コゼットを引き取るべく「ワーテルロー邸」を訪れるが彼女を連れ帰ることはできなかった。
ゼフィーヌ
声 - 田中敦子
黒ガラス工場の女工。ファンティーヌの先輩。
次第にファンティーヌを疎むようになる。彼女に娘の存在が知られたためファンティーヌは工場を解雇された。一方で解雇後はファンティーヌを心配する素振りも見せた。
ダリア
声 - 熊谷ニーナ
黒ガラス工場の女工。ファンティーヌの後輩。
ファンティーヌの親切な指導で彼女と仲良くなる。解雇されたファンティーヌを心配していた。

### モンフェルメイユ村
トロン
声 - 進藤尚美
エポニーヌのクラスメート。ハンサムな少年。
エポニーヌの片思いの相手だが、本人はエポニーヌよりもコゼットに関心があり、エポニーヌのことはコゼットをいじめる悪い子だと思っていた。コゼットが神父から文字を学んでいるのを手伝っていたが、家族と引っ越してしまう。
リシャール
声 - 岸祐二
モンフェルメイユ村の神父。
親切な人物で、コゼットに名前のつづり(Cosette)など初歩的な文字の読み書きを教える。後に別の教会へ異動する。
1833年、コゼットの結婚式の司会者を務める。ジャンがつくった学校では教師を勤める。
鍛冶屋の主人
声 - 鈴木琢磨
ガヴローシュが奉公に出された鍛冶屋の主人。
妻（未登場）と共にガヴローシュのことを可愛がり、テナルディエ一家の借金取りから彼を匿う。

### パリ

#### プチ・ピクピュス修道院
修道院長
声 - 定岡小百合
プチ・ピクピュス修道院の院長。
規則には大変厳しく、男子禁制としてジャヴェールら警官たちを修道院へ入れずジャン捜査を事実上阻止した。彼女の前で男性の話をするのは禁止されている。
一方で、修道院の庭師・フォーシュルヴァンを信頼しており、彼の頼みを聞いて弟・ユルティーム（ジャン・ヴァルジャン）を庭師として、その娘を寄宿生として修道院に受け入れる
ベアトリス
声 - 沢城みゆき
寄宿生の年長組。貴族出身。コゼットの友達。
コゼットに寄宿学校のルールや楽しみ、他の女の子たちの考え方などを親切に教えてくれた。
21話で女子学校から去り、家族のもとへ戻った。50話ではオドレイ、シャルロットと一緒にコゼットの結婚式に出席した。
オドレイ
声 - 戸松遥
寄宿生の年長組。コゼットの友達。
ベアトリスと一緒にいることが多い。女子学校に入った頃はベアトリスと一緒にコゼットを助けた。花に水を与えるように人々に愛を与えたいと考えている。
ベアトリスが去ってからは、コゼットが親しい友になる。後に修道女になりコゼットを見送った。
シャルロット
声 - ささきのぞみ
寄宿生の中では最も幼いほうに入る女の子。コゼットの友達。
コゼットが学校に入ってからは、ベアトリスやオドレイとも一緒にいることが多くなった。成長しても「王子様」の存在を夢見ている。女子学校での生活が終わったら、両親のもとへ戻る予定。リンゴが好物。
ベアトリス、オドレイと共にコゼットの結婚式に出席した。

#### マリウスの家族・知人
ジルノルマン
声 - 小村哲生
マリウスの母方の祖父。王党派の老人。
パリのマレー地区フィーユ・ドゥ・カルヴェール通り6番地で独身の娘や孫のマリウス、召使いたちと一緒に暮らしている。流行が変わった今でもフランス革命以前の貴族の服に身を包む。頑固者で怒るとステッキを振り回すが、普段はどこか寂しげな雰囲気を漂わせている。昔は社交界でも有名で様々なサロンやパーティに呼ばれていたようだが、現在は誘いがあっても行く気力がない。
マリウスのことを可愛がるが、マリウスの父・ポンメルシーとは思想上対立し、彼にマリウスと生涯会わないよう約束させ、ポンメルシーからマリウスへの手紙を全部破棄する。全てはマリウスを思って行ったことだが、真実を知ったマリウスは家を出てしまった。その後も彼の身を案じているが、素直になれない性格からマリウスと会っても衝突する。マリウスが革命で一命を取り留めてからは素直になった。
コゼットと会うまでは身分の差から彼女のことを認めていなかったが、出会ってからは可愛がるようになった。マリウスとコゼットの結婚後は彼らを自宅に住まわせ、最終回では娘と共にボランティア活動を行っている姿が描かれた。
ポンメルシー
声 - 石住昭彦
マリウス・ポンメルシーの実父。ジルノルマンの義理の息子。軍人。
ワーテルローの戦い で「軍曹」テナルディエに命を救われ、軍功をあげてナポレオンから男爵の地位を賜った。しかし、ナポレオン失脚後は地位と名誉を奪われ没落。義父ジルノルマンから「（息子の）マリウスと縁を切らねば、彼に遺産を継がせない」と宣告された時は息子のために別離を選び、ヴェルノンで質素・堅実な生活を送る。その後は教会へミサに来るマリウスの姿を人知れず陰から見守り、静かに泣いていた。
同じ教会に来ていたマブーフら心優しい人々に見守られながら、永眠。息子・マリウスにその死を看取られることはなかった。マリウスに遺書を残しており、その中で彼への深い愛情を切々と綴る。その内容はマリウスを混乱させるが、やがて真実を知った彼の中で“尊敬すべき存在”に昇華される。
マリウスの伯母
声 - 小野未喜
ジルノルマンの娘。マリウスの母の姉。独身。
死んだ妹に代わり、甥であるマリウスをずっと手元で実の息子のように育ててきた。マリウスが幼い頃はよく彼をミサに連れて行っていた。
マブーフ
声 - 島田敏
ヴェルノンに暮らす老人。ポンメルシーの生前の友人。根っからの善人。
陽気で優しい穏やかな性格。マリウスやポンメルシーと同じ教会に通う。ポンメルシーの境遇を知っており、彼の息子・マリウスの到来を心から待っていた。教会でマリウスと再会した時、彼にポンメルシーに関する真実をすべて彼に教えた。エポニーヌを“妖精さん”、ガヴローシュを“小さな友”と呼ぶ。
女中のプリュタルク（声 - 水谷ケイコ）と一緒に暮らし、植物研究に没頭するが、生活は悪化していった。宝物である多くの本を売って生活費に変えていく。プリュタルクのために全ての本を失った後、“革命”に参加し戦死する。
演じる島田は、1958年の映画版では、TBS版2の『金曜ロードショー』（深夜枠）での放送時で、マリウス・ポンメルシー役の吹き替えを演じている。

#### ABCの友（関係者）
クールフェラック
声 - 竹本英史
マリウスの同級生で友人。「ABCの友」のメンバー。
図書館で初めて出会ったマリウスに話しかけて以降彼とは仲良くなり、ゴルボー屋敷を紹介し、「ABCの友」に誘って仲間にする。ミレーヌ（声 - 川庄美雪）という恋人がいる。
その真摯な眼差しは常に庶民の生活に向けられており、革命では恋人や仲間たちと共に決起するが、居酒屋コラントの屋根で銃撃を受け死亡した。その際、ミレーヌからお守りとして預かったペンダントを落とす。
なおミレーヌは無事に生き延び、コゼットの結婚式にも出席。その後はコゼットたちと共に子供たちにパンを配ったりしている。
アンジョルラス
声 - 岸祐二 
「ABCの友」の中心的存在。美青年。
裕福な家の出身だが、街で見かけた浮浪児の生活の実態にショックを受けて、フランスを変えるための革命を起こそうと行動していた。「恋人は国家フランス」と宣言するほどの愛国主義者。マリウスを友として認めているが、自分を信じてくれるグランテールには頭を痛めている。
革命では「ABCの友」の仲間たちと共に決起し警察と戦う。最期はグランテールに助けられるも国民軍に全身を撃たれ死亡。未来に希望を託す。
コンブフェール
声 - 羽多野渉
「ABCの友」の参謀的存在。
慎重な性格で、仲間たちに決起する前にラマルク将軍の動向を見守るよう促した。革命では合流したマリウスに「革命」を意味する赤い色の布を手渡した。最期は居酒屋コラントの店内で砲撃を受け死亡した。
プルーヴェール
声 - 藤田圭宣
「ABCの友」のメンバー。
“革命”の始まる直前、銃を手に恋愛詩句をそらんじていた。最期は国民軍の捕虜となり、仲間たちの目前で射殺された。
レーグル
声 - 内藤玲
「ABCの友」のメンバー。
頭を五分刈りにして口ひげを生やしている。
“革命”ではバリケードで応戦中に砲弾の直撃を受け死亡した。
グランテール
声 - 森訓久
「ABCの友」のメンバー。大酒飲み。
「酒は燃料」と称し常に酒に酔いっている。仲間の行動や態度を軽蔑している節があり、アンジョルラスだけを信じ崇拝しているが彼からは軽蔑されている。
“革命”の時も舞台となる居酒屋・コラントで泥酔していた。最期はアンジョルラスの危機に乗じて目を覚まし一度はその窮地を救ったが、すぐに追い詰められ全身を銃で撃たれて亡くなった。最後までアンジョルラス自身と“革命”は誰かが必ずつないでくれるという希望を信じていた。
フイイ
声 - 松原大典
「ABCの友」のメンバー。
バオレル
声 - 吉水孝宏
「ABCの友」のメンバー。
ジョリー
声 - 千葉優輝
「ABCの友」のメンバー。
ユシュルー
声 - 鈴木琢磨
居酒屋コラントの主人。「ABCの友」の協力者。
幼い子供がいる。徐々に悪化していくパリの世相を憂いる。
「ABCの友」の蜂起時にはコラントをバリケードの拠点として提供した。家族がいたためアンジョルラスらの指示で他の4人の男性とともに国民軍の制服を着てバリケードを出る。
後に、家族でコゼットとマリウスの結婚式に出席した。

#### パトロン＝ミネット
バベ
声 - 陶山章央
パトロン＝ミネットのメンバー。昼間から居酒屋で仲間と酒を飲んでいる悪党。
フォルス監獄を脱獄後はテナルディエを「疫病神」と呼び軽蔑する。
クラクズー
声 - 遠藤純一
パトロン＝ミネットのメンバー。
グールメール
声 - 稲田徹
パトロン＝ミネットのメンバー。昼間から居酒屋でだべる大男。
他のメンバーより力がある。
モンパルナス
声 - 遊佐浩二
パトロン＝ミネットのメンバー。美青年。
エポニーヌやガヴローシュに気軽に話しかけるが、彼らからは相当嫌われている。
「人は一度底辺に落ちたら、ずっとそこから抜けられない」という考えの持ち主。“革命”に関わる人々について、「俺たちのような人間にはわからない何かがあるんだよ」と述べている。

#### 役人・兵士
シャブイエ
声 - 水野龍司
パリの警視総監秘書。
ジャヴェールに目をかけ、彼をジャン逮捕のためにパリへ栄転させる。後にジャヴェールにパトロン＝ミネットの検挙を命じる。
ラマルク将軍
実在の人物。民衆に冷たい態度を取っている政府のなかで、民衆側に立って考え行動している唯一の人物。
民衆に愛され、コレラで倒れた貧しい人々が運ばれた病院へ見舞いに行くが、その後病に倒れ逝去する。彼の死がパリ市民に革命の気運を呼び起こす。

#### 労働者
グリビエ
声 - 吉田裕秋
墓地の墓堀。高齢で墓堀を引退したメチエヌと言う酒飲みの後任。
真面目な男で家族を養うために酒は一滴も飲まない。ジャンを生き埋めにしかけた。その後、再び登場しマリウスの弁護士事務所に相談をしに訪れていた。
プーゴン
声 - 田村聖子
テナルディエ一家が住むようになったときのゴルボー屋敷の管理人。
マリウスに思いを寄せるエポニーヌに対して「（自分たちと）住む世界が違う」と告げる。テナルディエたちが逮捕されてからは屋敷に住み着く者がいなくなってしまい、警官たちに八つ当たりをする。
コゼットがゴルボー屋敷に住んだ時は別の人物（声 - 中谷ゆみ）が管理人をしていた。彼女はジャンを警察に密告する。
ゴヨンヌ
声 - 福原耕平
銃弾に倒れたマリウスとジャン、ジャヴェールを運んだ馬車の御者。

#### 貧民
ロザリーヌ
声 - 萩原えみこ
第27話で行方不明になった娘を探す女性
出稼ぎのためにパン屋に預けていた娘ポーレット（声 - 三瓶由布子）が母親不信となり家出をしたため、行方を捜していた。コゼットたちの協力で娘と再会し、誤解を解くことができた。なおポーレットは家出時、髪を切りパン屋の息子のお古を着ていたため、男の子の格好になっていた。
第50話では母娘でコゼットの結婚式に出席した。
ブレソール
ユーグの兄。7歳児。
ガヴローシュと一緒に行動する少年。第34話から登場。
昨年父を亡くし、母も流行り病で死んだため親類のおじさんの家に向かっていたが、行き先を書いた紙を途中でなくし、迷子になってしまう。ガヴローシュに助けられてからは一緒に行動するようになり、パリの街で生きていくための知恵を学ぶ。ガヴローシュにとって実の弟のような存在。
日が経つにつれてたくましくなってゆき、ついに替え歌を歌って金をもらう方法を身につける。公園で弟といたところをジャンに保護された。それ以降はガヴローシュや弟と一緒にロマルメ通りのコゼットの実家で世話になっている。最終話ではガヴローシュや弟とともにジャンの設立した学校に通う。
ユーグ
声 - 徳永愛
ブレソールの弟。3歳児。
第34話から登場。兄と共にガヴローシュと一緒に行動する。ガヴローシュにとって実の弟のような存在。公園で兄といたところをジャンに保護された。それ以降はガヴローシュや兄と一緒にロマルメ通りのコゼットの実家で世話になっている。最終話ではガヴローシュや兄とともにジャンの設立した学校に通う。

## 主な用語
銀の燭台
恩をあだで返したジャンにミリエル司教が渡した燭台。ジャンは自らの罪の象徴としてその燭台を持ち続けた。ジャンは死ぬ間際に燭台をマリウスとコゼットに譲り、将来2人の子・孫に引き継がせるように頼んだ。
CMのアイキャッチにも使われる。
ファンティーヌの首飾り
ファンティーヌが母の形見として持ち続けた女性用の首飾り。苦境の中でも手放すことをせず、彼女の死後はジャンを通じてコゼットに引き継がれた。最終回では将来コゼットの娘に受け継がれることが示唆される。
カトリーヌ
コゼットの人形。ジャンがモンフェルメイユで彼女に買い与えた。
モントレイユ・シュル・メール
ジャンがマドレーヌとして1823年まで市長を務めた町。
マドレーヌの市政で大勢の貧しい人々が救われた。彼が街を去ってからも、形式的に市長は“マドレーヌ氏”のままでアランが市長代理として一切の職務を行う。
黒ガラス工場
ジャンがマドレーヌとして1823年まで経営した工場。新しい製法で特許を取得するなど成功をおさめ、モントメイユ・シュル・メールの経済的発展に貢献した。ジャンが去った後はアランが職務を引き継ぎ、黒ガラス工場に子連れの女工達のための託児所が造られる
モンフェルメイユ
テナルディエ一家が暮らしていた村。コゼットが3歳（1819年）から8歳（1823年）まで過ごした村。
ワーテルロー亭
テナルディエ一家が経営した宿屋。1819年から1823年までコゼットが児童労働をした店。名前の由来はワーテルローの戦い。
宿泊客に対しぼったくりを行っていた。最終的に夜逃げして手放すことになる。借金は主にテナルディエが投資や賭けで作ったもので、おかみによるとそれさえなければ店を続けられていたという。
パリ
フランスの首都。16話以降の物語の主な舞台。
華やかな光の面とみじめな影の面を持つ。人口が多いため、追われる身の人間にとっては隠れやすい町として描かれている。
ゴルボー屋敷
1824年頃、パリに来たジャンとコゼットが最初に住んだアパート。
その後は“ろくでもないゴロツキの溜まり場”と化し、マリウスやテナルディエ一家が居住、ジャン監禁事件の舞台となる。コゼットの時とマリウスの時では管理人が異なる。
コゼットが庭にマリーゴールドの種を植えた。後にエポニーヌが世話をするようになる。このマリーゴールドの花はコゼットとマリウス、エポニーヌの3人の関係をあらわすシンボルとなる。
プチ・ピクピュス修道院
1824年から1830年までコゼットとジャンが過ごした修道院。
ウエスト通り
コゼットが修道院を出てから暮らしたアパルトメンがある通り。コゼット、ジャン、トゥーサンの3人で住む。ジャンが訪ねてきたマリウスを警察関係者だと思い引越しをする。
プリュメ通り
コゼットがウェスト通りの次に住んだ屋敷がある通り。コゼット、ジャン、トゥーサンの3人で住む。ジャンがパトロン＝ミネットに狙われたことに気付いたため引越しをする。
ロマルメ通り
コゼットが1832年から1833年の結婚まで住んだ家がある通り。当初はイギリスに行くまでの仮住まいの予定だったが、結局長居する。最初はコゼット、ジャン、トゥーサンの3人で住んでいたが、後にガヴローシュ、ブレソール、ユーグ、シュシュも一緒に暮らすようになる。
フィーユ・ドゥ・カルヴェール通り
ジルノルマンが住む通り。マレー地区にある。コゼットがマリウスと結婚後移り住んだ。
バスチーユの象
パリでガヴローシュと二人の兄弟を助けたブレソールとユーグと共に隠れ家として住んでいた場所。
ABCの友（アベセーのとも）
貧しい人々のためにフランスの変革を目指す若者・学生たちのグループ。共和派
マリウス・アンジョラス・クールフェラックらが所属した。フランス大革命で多くの血が流れた過去を踏まえ、武器を取るものの実際に戦いをすることは避けようとする。
居酒屋コラント
「ABCの友」の活動拠点の一つ。
シャンヴルリー通りにあり、革命のときはそこを中心にバリケードが作られた。
パトロン＝ミネット
1824年ごろからパリで暗躍する凶悪な犯罪集団。バベ、クラクズー、グールメール、モンパルナスの4人組。他に協力者と思われる御者（声 - 鈴木賢）がいる。

## スタッフ
キャラクターデザインは『世界名作劇場』シリーズの初にして現在まで唯一の「萌え絵」風である。
- 原作 - ヴィクトル・ユーゴー『レ・ミゼラブル』
- 製作 - 本橋浩一
- 制作管理 - 早船健一郎
- シリーズ構成 - 金春智子
- キャラクターデザイン - 渡辺はじめ、吉松孝博
- 総作画監督 - 志田ただし
- 美術設定 - 伊藤主計
- 美術監督 - 中村光毅
- 色彩設計 - 小松原智子
- 撮影監督 - 森下成一
- 音響監督 - 高橋秀雄
- 音楽 - 松尾早人
- プロデューサー - 伊藤幸弘、山本幸治、加藤道夫、佐藤賢一
- 監督助手 - 市橋佳之
- 監督 - 桜井弘明
- 制作 - フジテレビ、日本アニメーション

## 主題歌
CD発売元はインデックスミュージック（現・ティー ワイ エンタテインメント）。OP・EDの歌を担当する斉藤は、舞台でコゼット役（初代）の出演経験がある。
オープニングテーマ
風の向こう
作詞・歌 - 斉藤由貴 / 作曲 - いしいめぐみ / 編曲 - 澤近泰輔
エンディングテーマ
ma maman
作詞・歌 - 斉藤由貴 / 作曲・編曲 - 澤近泰輔
挿入歌
夢で会おうね
歌 - コゼット（名塚佳織）/ 作詞・作曲・編曲 - いしいめぐみ
私にできること（44話）
歌 - コゼット（名塚佳織）/ 作詞・作曲 - いしいめぐみ / 編曲 - D'iLL
永遠のリング（50 話）
歌 - コゼット（名塚佳織）/ 作詞：斉藤恵 / 作曲 - 安部純 / 編曲 - 小倉健二

## 次回予告
次回のシーンを背景に謎のコンビ、丸頭くん（声 - 名塚佳織）と、ボクくん（声 - 萩原えみこ）の掛け合いで展開する。次回の内容にはあまり触れず、その回のストーリーの感想や補足説明が中心となる。最終回の予告で初めてその姿を披露。現場では通称「予告くん」と呼ばれていた。BIGLOBEの配信及びDVDソフトの第51話に付属している次回予告（最終回）では予告くん達が画面に登場しているが、BSフジでの放送では、別タイプの次回予告が流れていた。

## 各話リスト
| 話数 | 放送日        | サブタイトル                   | 脚本       | 絵コンテ   | 演出       | 作画監督                            | 原作                                                |
| ---- | ------------- | ------------------------------ | ---------- | ---------- | ---------- | ----------------------------------- | --------------------------------------------------- |
| 1    | 2007年 1月7日 | ファンティーヌとコゼット       | 金春智子   | 桜井弘明   | 市橋佳之   | 藤原宏樹                            | 第1部 ファンティーヌ                                |
| 2    | 1月14日       | ジャン・ヴァルジャンの秘密     | 金春智子   | 桜井弘明   | 棚橋一徳   | 山本径子                            | 第1部 ファンティーヌ                                |
| 3    | 1月21日       | 新しい友だちシュシュ           | 丸尾みほ   | 四分一節子 | 棚橋一徳   | 阿部千秋                            | 第1部 ファンティーヌ                                |
| 4    | 1月28日       | お母さんの手紙                 | 平見瞠     | 岡本英樹   | 赤城博昭   | 加瀬政広                            | 第1部 ファンティーヌ                                |
| 5    | 2月4日        | ジャヴェールの疑惑             | 横谷昌宏   | 四分一節子 | 土屋日     | 南伸一郎                            | 第1部 ファンティーヌ                                |
| 6    | 2月11日       | コゼットの誕生日               | 池田眞美子 | 四分一節子 | 清水明     | 清水恵蔵 三浦洋祐 清水友子          | 第1部 ファンティーヌ                                |
| 7    | 2月18日       | 迷子のエポニーヌ               | 丸尾みほ   | 井硲清高   | 赤城博昭   | 藤原宏樹                            | 第1部 ファンティーヌ                                |
| 8    | 2月25日       | お母さんのスカート             | 平見瞠     | 四分一節子 | 棚橋一徳   | 山本径子                            | 第1部 ファンティーヌ                                |
| 9    | 3月4日        | テナルディエの悪だくみ         | 横谷昌宏   | 四分一節子 | 岡嶋国敏   | Son Gil-young                       | 第1部 ファンティーヌ                                |
| 10   | 3月11日       | 迷いのマドレーヌ               | 横谷昌宏   | 佐藤雄助   | 川西泰二   | 宍戸久美子                          | 第1部 ファンティーヌ                                |
| 11   | 3月18日       | サンプリスの嘘                 | 池田眞美子 | 小滝礼     | 萩原露光   | 渡辺章                              | 第1部 ファンティーヌ                                |
| 12   | 3月25日       | ひとりぼっちのコゼット         | 金春智子   | 四分一節子 | 清水明     | 清水恵蔵 三浦洋祐                   | 第2部 コゼット                                      |
| 13   | 4月1日        | ジャン・ヴァルジャンとコゼット | 金春智子   | 桜井弘明   | 市橋佳之   | 藤原宏樹 志田ただし                 | 第2部 コゼット                                      |
| 14   | 4月8日        | 二人きりの旅                   | 池田眞美子 | 四分一節子 | 棚橋一徳   | 山本径子                            | 第2部 コゼット                                      |
| 15   | 4月15日       | 二人の絆                       | 横谷昌宏   | 井硲清高   | 佐々木皓一 | 梶浦紳一郎                          | 第2部 コゼット                                      |
| 16   | 4月22日       | パリのゴルボー屋敷             | 金春智子   | 尼野浩正   | 川西泰二   | 宍戸久美子                          | 第2部 コゼット                                      |
| 17   | 4月29日       | 迫り来るジャヴェール           | 丸尾みほ   | 四分一節子 | 清水明     | 清水恵蔵 三浦洋祐 桝井一平 阿部千秋 | 第2部 コゼット                                      |
| 18   | 5月6日        | 忘れていた再会                 | 平見瞠     | 井硲清高   | 岡嶋国敏   | Son Gil-young                       | 第2部 コゼット                                      |
| 19   | 5月13日       | 預けられたコゼット             | 平見瞠     | 福田道生   | 市橋佳之   | 藤原宏樹                            | 第2部 コゼット                                      |
| 20   | 5月20日       | 修道院の日々                   | 横谷昌宏   | 四分一節子 | 棚橋一徳   | 鈴木伸一                            | 第2部 コゼット                                      |
| 21   | 5月27日       | マリウス・ポンメルシー         | 池田眞美子 | 桜井弘明   | 佐々木皓一 | 飯飼一幸                            | 第3部 マリウス                                      |
| 22   | 6月3日        | それぞれの旅立ち               | 丸尾みほ   | 福田道生   | 橋口洋介   | 宍戸久美子                          | 第3部 マリウス                                      |
| 23   | 6月10日       | パリの空の下で                 | 金春智子   | 四分一節子 | 清水明     | 桝井一平                            | 第3部 マリウス                                      |
| 24   | 6月17日       | リュクサンブールの出会い       | 平見瞠     | 井硲清高   | 梅本唯     | 服部聰志                            | 第3部 マリウス                                      |
| 25   | 6月24日       | 届かぬ思い                     | 池田眞美子 | 小滝礼     | 市橋佳之   | 渡辺はじめ                          | 第3部 マリウス                                      |
| 26   | 7月1日        | パリのすれちがい               | 横谷昌宏   | 四分一節子 | 棚橋一徳   | 鈴木伸一                            | 第3部 マリウス                                      |
| 27   | 7月8日        | 飛び出した女の子               | 金春智子   | 福田道生   | 石川敏浩   | 梶浦紳一郎                          | 第3部 マリウス                                      |
| 28   | 7月15日       | 拾われた手紙                   | 平見瞠     | 井硲清高   | 萩原露光   | 川口弘明                            | 第3部 マリウス                                      |
| 29   | 7月22日       | テナルディエの罠               | 池田眞美子 | 井硲清高   | 橋口洋介   | 宍戸久美子                          | 第3部 マリウス                                      |
| 30   | 7月29日       | 残されたコイン                 | 横谷昌宏   | 四分一節子 | 清水明     | 桝井一平                            | 第3部 マリウス                                      |
| 31   | 8月5日        | 穏やかなプリュメ通り           | 池田眞美子 | 梅本唯     | 梅本唯     | 服部聰志                            | 第4部 プリュメ通りの牧歌と サン・ドゥニ通りの叙事詩 |
| 32   | 8月12日       | あの日の面影                   | 平見瞠     | 小滝礼     | 市橋佳之   | 藤原宏樹                            | 第4部 プリュメ通りの牧歌と サン・ドゥニ通りの叙事詩 |
| 33   | 8月19日       | あきらめかけた再会             | 横谷昌宏   | 四分一節子 | 棚橋一徳   | 鈴木伸一                            | 第4部 プリュメ通りの牧歌と サン・ドゥニ通りの叙事詩 |
| 34   | 8月26日       | 象の中の子供たち               | 丸尾みほ   | 福田道生   | 福本潔     | 昆進之介 中野彬子                   | 第4部 プリュメ通りの牧歌と サン・ドゥニ通りの叙事詩 |
| 35   | 9月2日        | パトロン・ミネットの脱獄       | 横谷昌宏   | 井硲清高   | 園田雅裕   | 三浦貴弘                            | 第4部 プリュメ通りの牧歌と サン・ドゥニ通りの叙事詩 |
| 36   | 9月9日        | 病める都・パリ                 | 平見瞠     | 四分一節子 | 清水明     | 桝井一平                            | 第4部 プリュメ通りの牧歌と サン・ドゥニ通りの叙事詩 |
| 37   | 9月16日       | マリウスの誤算                 | 島田満     | 井硲清高   | 萩原露光   | 川口弘明                            | 第4部 プリュメ通りの牧歌と サン・ドゥニ通りの叙事詩 |
| 38   | 9月23日       | コゼットとエポニーヌ           | 金春智子   | 桜井弘明   | 梅本唯     | 服部聰志                            | 第4部 プリュメ通りの牧歌と サン・ドゥニ通りの叙事詩 |
| 39   | 9月30日       | 1832年6月5日                   | 横谷昌宏   | 四分一節子 | 棚橋一徳   | 鈴木伸一                            | 第4部 プリュメ通りの牧歌と サン・ドゥニ通りの叙事詩 |
| 40   | 10月7日       | 革命の夜                       | 池田眞美子 | 福田道生   | 安藤健     | 松岡謙治                            | 第4部 プリュメ通りの牧歌と サン・ドゥニ通りの叙事詩 |
| 41   | 10月14日      | エポニーヌの恋                 | 平見瞠     | 小滝礼     | 市橋佳之   | 宍戸久美子                          | 第4部 プリュメ通りの牧歌と サン・ドゥニ通りの叙事詩 |
| 42   | 10月21日      | マリウスからの手紙             | 横谷昌宏   | 四分一節子 | 清水明     | 小林ゆかり 桝井一平                 | 第4部 プリュメ通りの牧歌と サン・ドゥニ通りの叙事詩 |
| 43   | 10月28日      | ガヴローシュの願い             | 金春智子   | 井硲清高   | 園田雅裕   | 藤原宏樹 渡辺はじめ                 | 第5部 ジャン・ヴァルジャン                          |
| 44   | 11月4日       | 未来へのともしび               | 金春智子   | 藤森久     | 梅本唯     | をがわいちろを                      | 第5部 ジャン・ヴァルジャン                          |
| 45   | 11月11日      | パリの下水道                   | 島田満     | 四分一節子 | 棚橋一徳   | 鈴木伸一                            | 第5部 ジャン・ヴァルジャン                          |
| 46   | 11月18日      | ジャヴェールの正義             | 池田眞美子 | 桜井弘明   | 安藤健     | 松岡謙治                            | 第5部 ジャン・ヴァルジャン                          |
| 47   | 11月25日      | 心の絆                         | 平見瞠     | 井硲清高   | 津田義三   | をがわいちろを                      | 第5部 ジャン・ヴァルジャン                          |
| 48   | 12月2日       | コゼットとマリウス             | 金春智子   | 四分一節子 | 清水明     | 桝井一平                            | 第5部 ジャン・ヴァルジャン                          |
| 49   | 12月9日       | 私のお母さん                   | 金春智子   | 藤森久     | 市橋佳之   | 宍戸久美子                          | 第5部 ジャン・ヴァルジャン                          |
| 50   | 12月16日      | 永遠のリング                   | 横谷昌宏   | 小滝礼     | 梅本唯     | をがわいちろを                      | 第5部 ジャン・ヴァルジャン                          |
| 51   | 12月23日      | 明かされた真実                 | 金春智子   | 四分一節子 | 棚橋一徳   | 鈴木伸一                            | 第5部 ジャン・ヴァルジャン                          |
| 52   | 12月30日      | 銀の燭台                       | 金春智子   | 桜井弘明   | 市橋佳之   | 渡辺はじめ                          | 第5部 ジャン・ヴァルジャン                          |

## 放送

### 放送局
| 放送局 | 放送期間                | 放送曜日 時間                                              |
| ------ | ----------------------- | ---------------------------------------------------------- |
| BSフジ | 2007年1月7日 - 12月30日 | 日曜 19:30 - 20:00                                         |
| ANIMAX | 2007年4月7日 -          | 土曜 19:00 - 19:30 日曜 11:00 - 11:30 翌週土曜 8:00 - 8:30 |

インターネットのBIGLOBEストリーム（現・アニメワン）でも放送翌日より毎週月曜更新で最新2話分が無料放送された（それ以前のエピソードは有料）。2007年6月1日、BIGLOBEが本放映より2日早く、第22話の本編をネット上で誤配信するというトラブルが起きた。
2007年4月7日からは、CS放送：ANIMAXでも毎週土曜19:00 - 19:30に放映された（毎週日曜11:00 - 11:30と毎翌週土曜8:00 - 8:30に再放送）。
本作品の放送に先立ち、シリーズ旧作の総集編『世界名作劇場完結版』が2006年10月から12月までBSフジで再放送された。本作品の総集編も『世界名作劇場 完結版　レ・ミゼラブル 少女コゼット』と題され、2011年8月にCS放送局のアニマックスでテレビ初放映された他、2013年7月からはカートゥーン ネットワークでも複数回にわたり再放送された。

### 日本国外での放送
- 香港 - 無綫電視の翡翠台で放送（2008年12月13日 - 2009年6月13日）。香港でテレビ放送された世界名作劇場のシリーズ作品としては、現時点で本作品が最後である。
- イタリア - タイトルは『Il cuore di Cosette』（意訳：コゼットの心）。Hiroで放送（2010年3月23日 - 5月13日）。
- 韓国 - CHAMP TVで放送。韓国語吹替版における世界名作劇場の主題歌は、殆ど別の主題歌に差し替えて放送されているが、本作品では日本と同じ主題歌が使われている。タイトルロゴも韓国語吹き替え版では殆ど独自なものになっているが、こちらも本作品では日本版のロゴに倣ったものを使用している。
- アラブ世界 - Spacetoonで毎週日曜 - 木曜の夕方16:40 - 17:10（現地時間）に放送（2013年12月22日 - 2014年3月6日）。現在、アラビア語吹き替え版がYouTubeの公式チャンネル「Spacetoonチャンネル」上で配信されており、視聴が可能である。

## ミュージカル
『レ・ミゼラブル』はミュージカル作品としても有名だが、それとは別に本作品『レ・ミゼラブル 少女コゼット』の側を原作にしたファミリーミュージカルも上演されている（イマジンミュージカル）。原作小説を元にしたミュージカル作品と、世界名作劇場版を元にしたミュージカル作品の両方存在するのは『サウンド・オブ・ミュージック』と、それを原作とした『トラップ一家物語』に続き2例目となる。

## 関連商品
映像ソフト
- テレビシリーズDVD - 2007年5月25日から2008年5月23日にかけ、全13巻が発売された。
- 総集編DVD - 「世界名作劇場・完結版 レ・ミゼラブル 少女コゼット」。2011年7月22日発売。コゼットの回想という設定でコゼット役の名塚香織がナレーションを担当。

『レ・ミゼラブル』アニメ化作品はフランス本国や日本などで数作作られている。
音楽CD
- レ・ミゼラブル 少女コゼット 永遠のリング
- レ・ミゼラブル 少女コゼット オリジナルサウンドトラック